# Kritisk rationalisme
Kritisk rationalisme er en erkendelsesteoretisk filosofi og videnskabsteori grundlagt og præget af Karl Popper, som anser videnskabelige udsagn som ikke-verificerbare. Som i den klassiske rationalisme antages virkeligheden at være tilgængelig for erkendelsen, men ikke på en sådan måde, at man nogensinde kan være sikker på, at en givet beskrivelse af virkeligheden rent faktisk er sand. Den kritiske rationalisme er angivet af den overbevisning, at den menneskelige erkendelse og videnskab gør fremskridt ved, at teorier forsøges kritiseret gennem observation og ved fornuftens hjælp. I dag står læren som en af de mest dominerende inden for videnskabsteorien. Popper beskriver filosofien som et livssyn, hvorved man til tider må erkende, at kunne tage fejl, og at vores modpart kan have ret, hvorfor vi sammen har mulighed for at komme på sporet af sandheden. Kendetegnende er en forsigtig optimistisk tilgangsvinkel til livet og opgaver, hvilket blandt andet udtrykkes i bogtitlerne Alles Leben ist Problemlösen og Auf der Suche nach einer besseren Welt. Popper beskrev kritisk rationalisme i værkerne The Open Society and Its Enemies og Conjectures and Refutations. Vigtige repræsentanter for den kritiske rationalisme er, ud over Popper, Imre Lakatos, den tidlige Paul Feyerabend, Hans Albert og Alan Musgrave.

## Overblik
Kritisk rationalisme beskæftiger sig med spørgsmålet om, hvordan videnskabelige eller sociale (i princippet også dagligdags) problemer udogmatisk, planmæssigt (metodisk) og fornuftigt (rationelt) kan undersøges og løses. Derved søges der efter en vej ud af valget mellem videnskabsgodtroenhed (scientisme) og den opfattelse, at den videnskabelige viden må opbygges af positive resultater (positivisme) på den ene side og på den anden side den holdning, at sandheden er afhængig af synsvinklen (relativisme), og at viden om vilkårlighed er givet, hvis dokumentation er umulig (sandhedsskepticisme).
Kritisk rationalisme godtager den i dagligdagen selvfølgelige opfattelse af, at verden virkelig eksisterer, og at den er uafhængig fra den menneskelige erkendelsesevne. Det betyder for eksempel, at verden ikke ophører med at eksistere, hvis man lukker øjnene for den. Mennesket er derimod begrænset gennem sin anerkendelsesevne, så det kan altså ikke komme frem til nogen endelig vished om, hvorvidt dets erfaringer og meninger er et udtryk for og i overensstemmelse med den faktiske virkelighed (kritisk realisme). Mennesket må derfor antage, at hver problemløsningstest kan være fejlagtig (fallibilisme). Bevidstgørelse af fallibiliteten fører på den ene side til kravet om konstant kontrol af tro og antagelser, og på den anden side til de metodologiske og rationelle tilgange til løsningen af problemer (metodologisk rationalisme).
Kritisk rationalisme spørger altså eksempelvis ikke, hvordan man kan bevise en naturvidenskabelig teori, men derimod hvordan man kan finde ud af om der er fejl behæftet til teorien, og hvad man i så fald kan gøre, hvis en fejl er fundet. Et stærkt argument til fordel for at opgive at finde beviser for en teori, er afløsningen af Isaac Newtons gravitationsteori med Albert Einsteins. Newtons teori havde efter dens opdagelse gennemgået 200 års observation og blevet bekræftet igen og igen. Så hvis man overhovedet kunne tale om en dokumenteret videnskabelig teori, ville det klart have været Newtons. Dette afskrækkede dog ikke Einstein fra at opstille en modsigende teori og dermed betvivle den oprindelige. Newton havde dog haft mange pointer rigtige, men havde ikke været opmærksom på uregelmæssigheden. Teorien var altså med andre ord åben for forbedringer. Dette giver et billede af, at ingen teorier er sikre – selv ikke hvis de er summen af al tilgængelig menneskelig viden. I stedet for at hævde sin egen teori som værende fuldstændig, foreslog Einstein ambitiøse eksperimenter til efterprøvelse, ved hvilke han ville se sig nødsaget til atter at forkaste sin teori.